# Picea wilsonii
Picea wilsonii (ялина Вілсона, кит.: 青扦, qing qian) — вид роду ялина родини соснових. Епітет вшановує колекціонера Е. Х. Вільсона (E. H. Wilson) (1876–1930), відомого східноазійського мисливця на рослини.

## Поширення, екологія
Країни проживання: Китай (Ганьсу, Хебей, Хубей, Шаньсі, Шеньсі, Сичуань, Внутрішня Монголія, Цинхай). Це високогірний вид, що зустрічається на висотах від 1400 до 3000 м над рівнем моря. Ґрунти, в основному, не вапняні, підзолисті, гірські. Клімат континентальний, від гірського до субальпійського, з малою кількістю опадів і холодними, довгими зимами. Зазвичай зростає з Picea asperata and P. purpurea, також з P. meyeri. Betula albosinensis є найпоширенішим широколистим деревом цих ялинових лісів.

## Опис
Росте як вічнозелене дерево до 50 м у висоту і 130 см діаметром на рівні грудей, з пірамідальною кроною. Кора сіра, нерегулярно лущена. Голки прямі або злегка зігнуті, розміром 8–13 × 1,2–1,7 мм, на вершині загострені. Насіннєві шишки спочатку зелені, а коли зрілі жовто-коричневі, яйцюваті, розміром 5–8 × 2,5–4 см. Насіння обернено-яйцювате, довжиною 3–4 мм, з 8–11 мм світло-коричневими крилами. Запилення відбувається у квітні; насіння дозріває в жовтні.

## Використання
Є важливим джерелом деревини в Китаї служачи деревиною для будівництва, гірничодобувного реквізиту, столярних виробів та меблів, а також для целюлози, що використовується в паперовій (газетній) промисловості. У садівництві зазвичай висаджують як побутове дерево на півночі Китаю і Росії. Вид добре росте в регіонах з довгими, сталими зимами, але потерпає через 'пізні' морози у більш морському кліматі, особливо в Західній Європі. У Європі та США цю ялину рідко можна побачити за межами дендраріїв та ботанічних садів.

## Загрози та охорона
Вирубка, що продовжується в деяких місцях є основною загрозою для цього виду.